# Cyperus rotundus
Cyperus rotundus is een overblijvende plant uit de cypergrassenfamilie. De wetenschappelijke naam van de soort werd in 1753 gepubliceerd door Carl Linnaeus in Species plantarum, waarbij hij zich baseerde op beschrijvingen door Pietro Andrea Mattioli en Johann Gaspar Scheuchzer. De soort komt van nature voor in Afrika, Zuid- en Centraal-Europa en het zuiden van Azië. Buiten het natuurlijke areaal is de plant in tropische en gematigde gebieden een invasieve soort, die een probleem vormt voor veel landbouwgewassen.

## Herkenning
De plant kan een hoogte van 140 cm bereiken. De grondstandige bladeren staan in kransen van drie, en worden tot 20 cm lang. De bloemsteel  is op doorsnede driehoekig, en draagt aan het eind 3 tot 8 ongelijke hoofdjesachtige deelbloeiwijzen. Bloemen met 3 meeldraden, vruchtbeginsel met 3 stempels.
... 
C. alternifolius (Parapluplant) · 
C. articulatus (Ronde bies) · 
C. eragrostis (Bleek cypergras) · 
C. esculentus (Knolcyperus) · 
C. flavescens (Geel cypergras) · 
C. fuscus (Bruin cypergras) · 
C. giganteus (Parasolgras) · 
C. haspan (Dwergpapyrus) · 
C. longus (Rood cypergras) · 
C. papyrus (Papyrusriet)
...